# Liboc

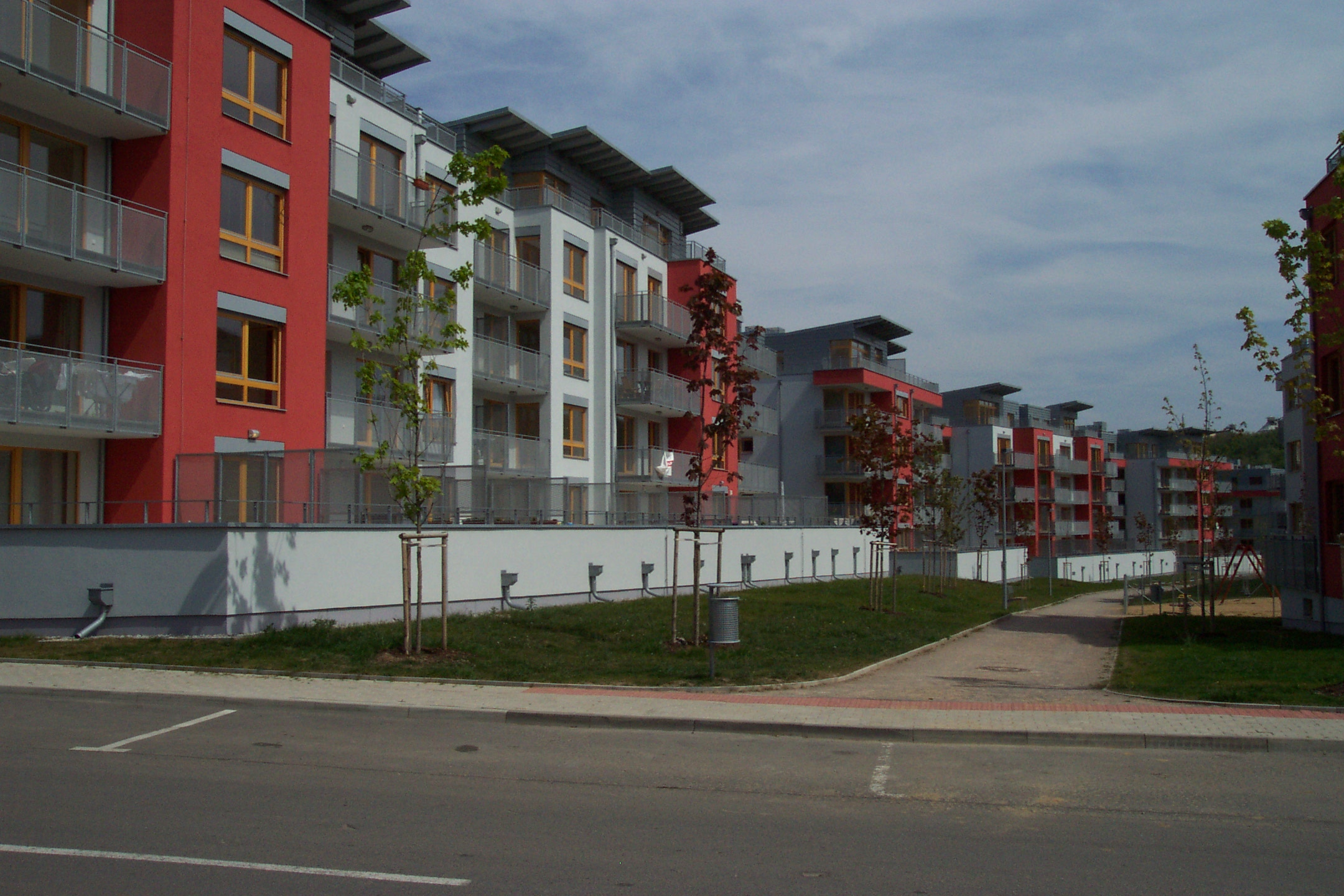
Huizenblokken in Liboc.

Liboc is een wijk in de Tsjechische hoofdstad Praag. Tot 1922 was Liboc een zelfstandige gemeente. Nu behoort het tot het gemeentelijke district Praag 6. De wijk heeft 4.688 inwoners (2006).
Bij de wijk ligt het natuurreservaat Divoká Šárka, het grootste recreatiegebied van Praag.